# كابيروتادا
كابيروتادا (بالإسبانية: Capirotada)‏ والمعروف رسمياً باسم «كابيروتادا دي فيجيليا» (Capirotada de vigilia)، هو طبق مكسيكي تقليدي مشابه لبودنغ الخبز وحلوى أم علي، يؤكل عادةً خلال فترة الصوم الكبير. وهو أحد الأطباق المقدمة يوم الجمعة العظيمة.
هناك طرائق متنوعة لإعداد الطبق. ويتألف عموماً من خبز البوليلو المحمص (مشابه للخبز الفرنسي) منقوع في شراب مُتبل مصنوع من قصب سكر كامل والذي يُعرف باسم (piloncillo) والقرنفل وأعواد القرفة. المكونات التقليدية الأخرى تشمل المكسرات، والحبوب، والفواكه المجففة أو الطازجة من بينها: التفاح والتمور والزبيب والمشمش والفول السوداني والبقان واللوز والصنوبر والجوز. بالإضافة إلى ذلك، يُضاف أحياناً الجبن المُعتق. العديد من وصفات الكابيروتادا لا تحتوي على أي نوع من اللحوم ولكن هناك القليل منها يحتوي على لحوم توضع كطبقة بين شرائح الخبز أو فوقها. المكونات المُستخدمة اليوم هي إلى حد كبير مشابه لتلك التي كانت تُستخدم خلال عقد 1640 لإعداد الخبز والكعك. هذه المكونات والوصفات تم تسجيلها بواسطة المكتب المقدس لمحاكم التفتيش وحفظها حتى يومنا هذا في الأرشيف.

تحمل المكونات الأساسية رمزية غنية لآلم المسيح، وتعتبر العديد من العائلات المكسيكية والمكسيكية-الأمريكية الطبق بمثابة تذكير بمعاناة المسيح يوم الجمعة العظيمة. يمثل الخبز جسد المسيح، والشراب هو دمه، والقرنفل هي مسامير الصليب، وعصي القرفة بأكملها هي خشب الصليب. الجبن الذائب يرمز إلى الكفن المقدس. 

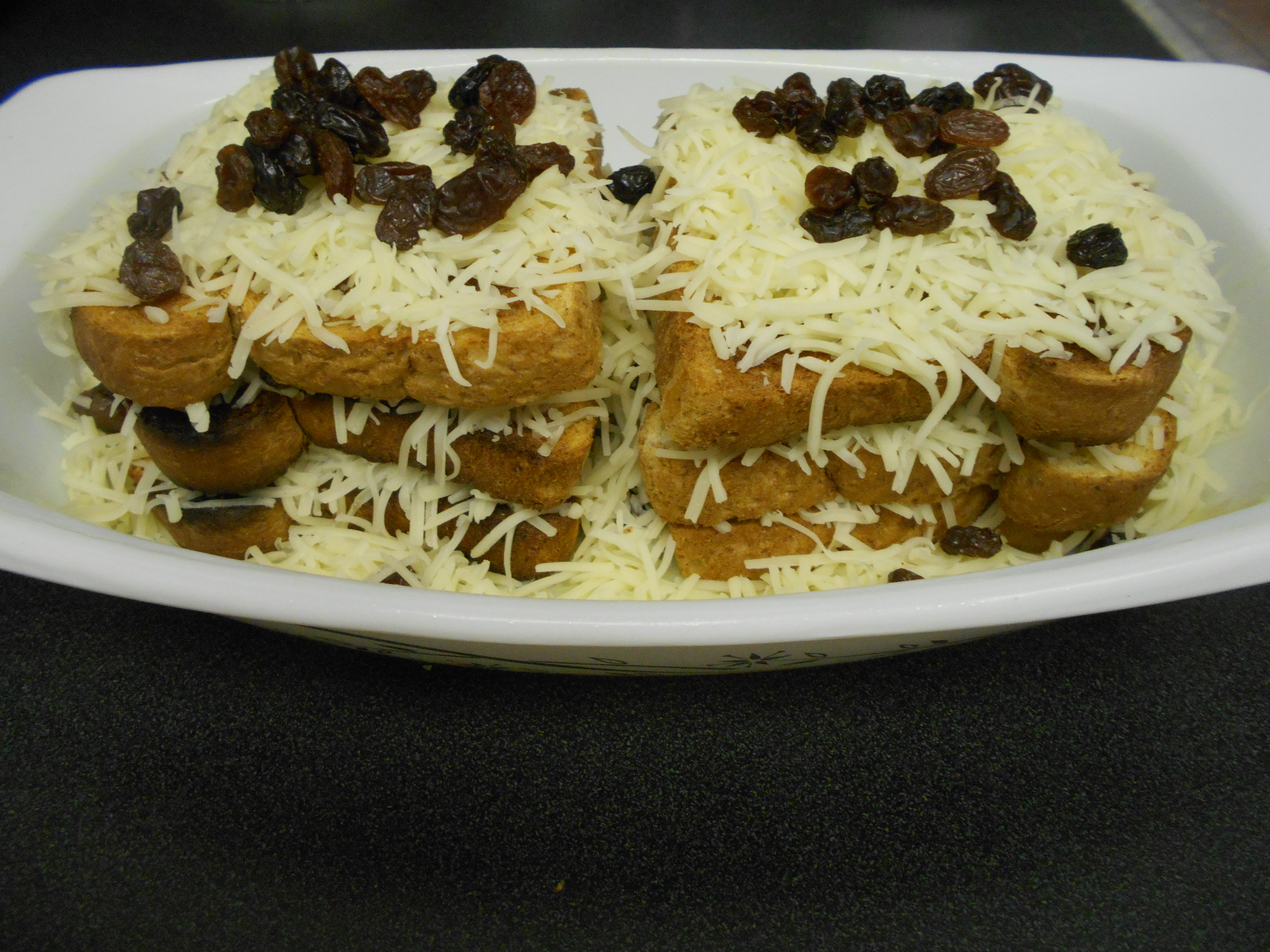
كابيروتادا قبل الطهي.
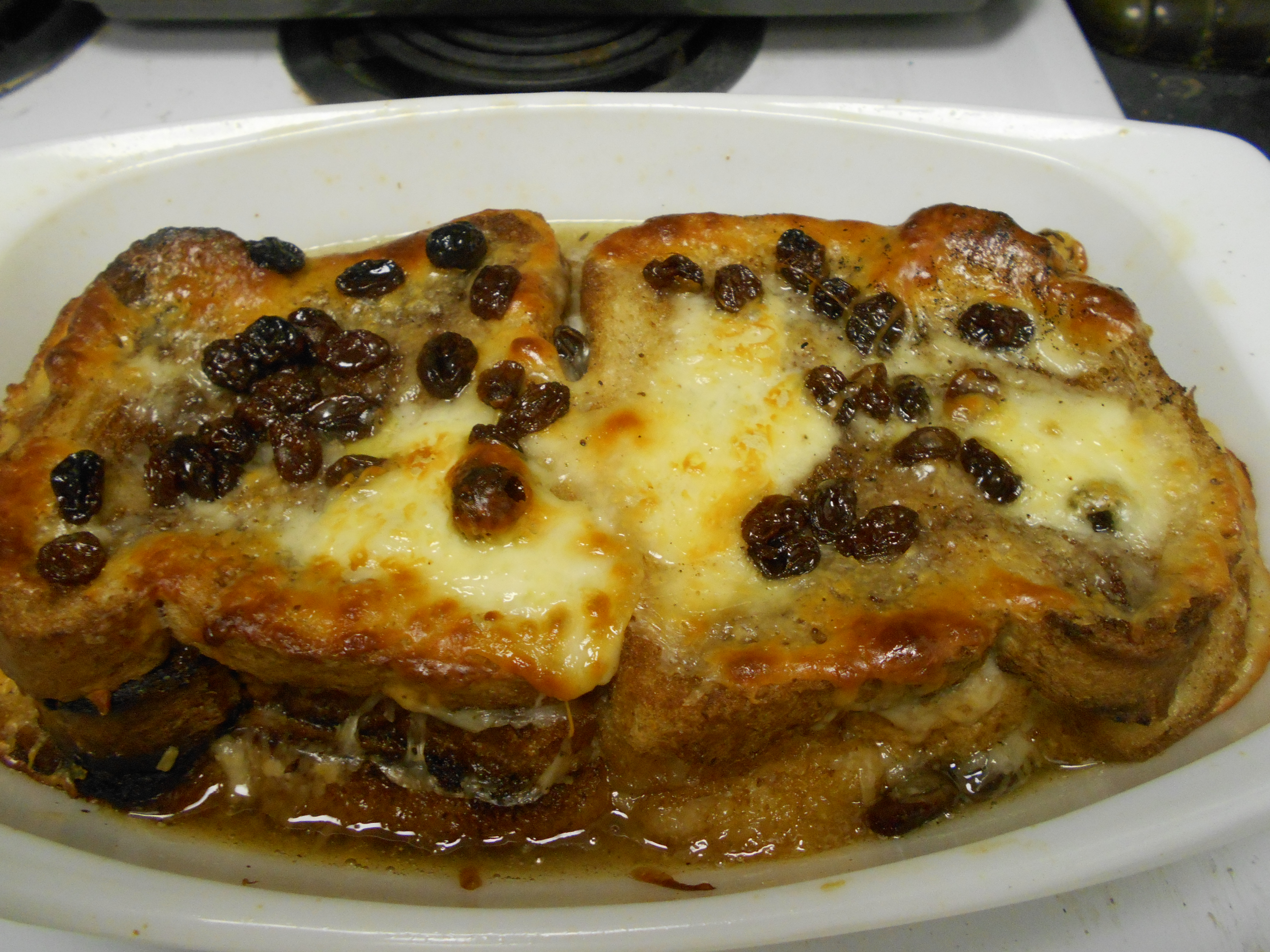
كابيروتادا بعد الطهي
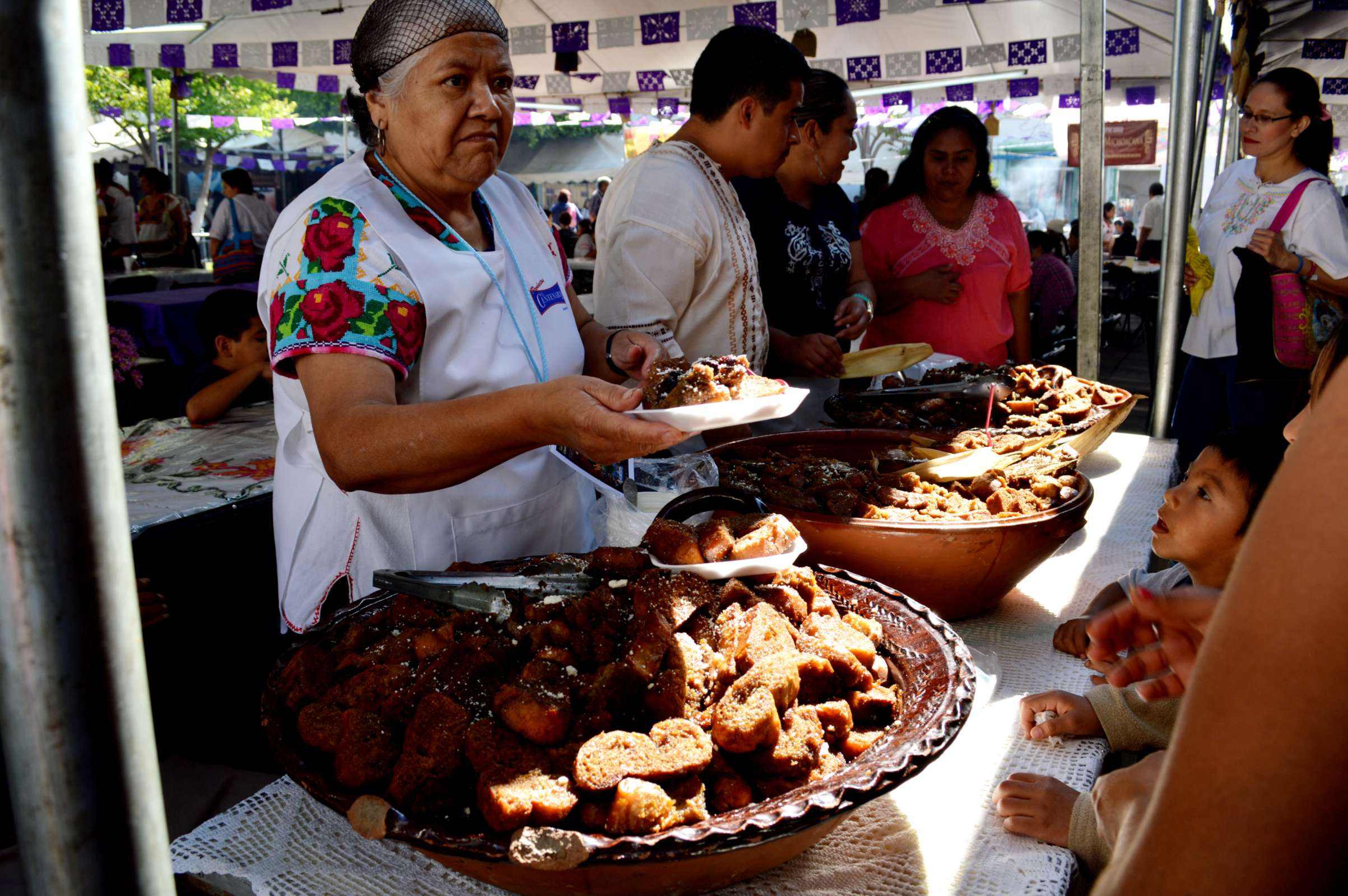
كشك يبيع الكابيروتادا في أحد مهرجانات الأطعمة في ولاية ميتشواكان في المكسيك.